# Скотленд (Коннектикут)
Скотленд (англ. Scotland) — місто (англ. town) в США, в окрузі Віндем штату Коннектикут. Населення — 1576 осіб (2020).

## Демографія
Згідно з переписом 2010 року, у місті мешкало 1726 осіб у 637 домогосподарствах у складі 490 родин. Було 680 помешкань
Расовий склад населення:
| - 97,1 % — білих - 0,6 % — чорних або афроамериканців - 0,3 % — азіатів - 0,2 % — корінних американців |

До двох чи більше рас належало 1,5 %. Частка іспаномовних становила 3,4 % від усіх жителів.
За віковим діапазоном населення розподілялося таким чином: 22,8 % — особи молодші 18 років, 64,8 % — особи у віці 18—64 років, 12,4 % — особи у віці 65 років та старші. Медіана віку мешканця становила 42,5 року. На 100 осіб жіночої статі у місті припадало 104,5 чоловіків;  на 100 жінок у віці від 18 років та старших — 105,9 чоловіків також старших 18 років.
Середній дохід на одне домашнє господарство  становив 94 821 долар США (медіана — 85 714), а середній дохід на одну сім'ю — 97 120 доларів (медіана — 90 909). Медіана доходів становила 57 083 долари для чоловіків та 51 917 доларів для жінок. За межею бідності перебувало 3,4 % осіб, у тому числі 5,9 % дітей у віці до 18 років та 5,9 % осіб у віці 65 років та старших.
Цивільне працевлаштоване населення становило 930 осіб. Основні галузі зайнятості: освіта, охорона здоров'я та соціальна допомога — 34,6 %, мистецтво, розваги та відпочинок — 11,0 %, виробництво — 9,2 %, будівництво — 8,9 %.